# 楊雙伍
楊雙伍（1952年9月5日—），臺灣臺北士林人，成長於高雄，綽號「雙伍仔」、號稱「南霸天」，曾經是台灣著名的黑幫角頭以及十大槍擊要犯之一。1983年因涉及多起槍擊案及政府掃黑潛逃日本新宿，歸化日本國籍後更名為加藤祥康（かとう しょうご、Katou Shougo）或讀作（かとう よしやす、Katou Yoshiyasu）。1987年展開在日本槍殺四海幫幫主劉偉民震撼台日兩國，潛逃多年後在泰國被刑事局逮捕入獄服刑12年。
2003年獲假釋出獄後定居高雄市並淡出江湖，目前經商從事公共工程以及擔任「高雄市歌舞藝能服務人員職業工會」理事長。也因楊雙伍早年經歷備受爭議，使得其動向受到媒體及社會大眾關注。

## 生平

### 早年生活
楊雙伍之父楊木水，臺北士林人，生於1898年，日治時期曾任台北州警部兼總督府警官練習所教官，戰後入職台灣省行政長官公署警務處，隨後擔任高雄市第一分局局長；母親是高雄市鹽埕區「招風閣酒家」的日本藝妓，原名加藤豔子，後改名張艷秋。楊水木因涉及醜聞被貶為高雄縣警察局六龜分局長，其妻在此生下楊雙伍，因為在楊水木55歲時出生，故取名「雙伍」。
父親逝世後便隨著母親搬回至高雄市前金區定居。1969年楊雙伍十七歲時在高雄市私立國際商職讀了一年即輟學，便廝混在前金區清水巖（前金廟）一帶，並因糾紛持刀殺死一名船長，遭法院判刑8個月闖出名號。楊雙伍曾接受媒體採訪時表示，年少時期因其台日混血的身份，時常被當地混混辱罵為日本鬼子並遭到欺壓，為了自保便開始逞兇鬥狠，成為了踏入江湖的契機。1970年代青年時期便混跡於新興區「萬龍戲院」以及「西北戲院」一帶，亦被警方視為是「西北幫」成員，並與苓雅寮「聯宏幫」、鹽埕「七賢幫」、「沙仔地幫」等黑幫角頭往來，也因其個性兇狠犯下多起暴力及槍擊案而打響名號。
1980年2月時被刑事局提報為流氓並逮捕移送綠島監獄管訓，同年11月利用保外就醫機會從省立台東醫院脫逃，開始長達十年的逃亡生活。1982年10月11日，楊雙伍在高雄市三民區金龍工業社遭新興分局、苓雅分局等刑市警察大隊圍捕，圍捕過程中楊雙伍持散彈槍打傷刑事警察幹員梁郁文，導致右眼失明及全身三十多處創傷。同年10月31日再與聯宏幫的「耀國仔」陳耀國與警方爆發槍戰成功脫逃。楊雙伍與警方的槍擊案件震驚社會，隨即被列為重大槍擊要犯並展開全面緝捕，並與李慧昌、陳耀國等人被並列為「亡命三煞」。
1983年4月2日，楊雙伍因歌廳檔期糾紛夥同手下張文雄、陳春長開槍射擊當時紅極一時的「青蛙王子」高凌風，再次震驚社會並引起軒然大波。隨後在同年6月透過在日本的母親協助偷渡到日本東京都新宿區，並改名為加藤祥康，歸化日本籍，躲避台灣警方追緝。楊雙伍在逃日期間與日本暴力團山口組及在日台灣黑幫份子往來一同在歌舞伎町經營賭場及情色行業，持續活躍在黑幫之中。
1987年2月，楊雙伍因曾與同樣逃亡新宿的牛埔幫殺手齊瑞生發生口角，隨後發生齊瑞生遭槍殺棄屍後引起台灣警方注意，並懷疑逃亡日本的楊雙伍涉嫌重大逐步追蹤其行蹤。同年12月7日，楊雙伍因賭場利益糾紛夥同島田組組長島田俊正（之後為山口組二代目益田組組長）槍殺四海幫幫主「偉民」劉偉民及保鏢王鎮華，震驚台灣與日本兩國成為國際通緝要犯。同年底取得「孫銘介」遺失護照並假冒其身份潛逃至新加坡、菲律賓、及中國大陸廣州市等地。楊雙伍因在廈門持續從事犯罪活動而遭中國當局驅逐出境，隨後在1990年7月以偽造「馮建民」身份潛逃至泰國曼谷，隨即被國際刑警組織與台灣、泰國警方聯合逮捕歸案，並引渡回台灣受審，遭判處無期徒刑。

### 現今
2003年9月，楊雙伍因在獄中服刑表現良好，獲准假釋出獄，也因楊雙伍過往樹敵太多，社會大眾擔憂再引起江湖腥風血雨，媒體亦爭先追蹤報導其動向而引起社會關注。2004年12月楊雙伍與妻子補辦婚禮亦吸引媒體追蹤報導。
2006年6月，楊雙伍因涉嫌圍標多起公共工程，還有介入砂石生意糾紛被警方逮捕到案，但未被起訴。同年7月，台灣資深歌手余天力薦楊雙伍出任「歌舞藝能服務人員職業工會高雄縣分會榮譽理事長」，在台灣演藝圈引發爭議。並於隔年2007年高票當選「高雄市歌舞藝能服務人員職業工會理事長」再度引起媒體與社會關注。
2009年4月，楊雙伍在屏東市為母親舉辦盛大告別式，參與人數高達上千人，道上知名大哥「圓仔花」鄭仁治、「黑松」蔡永常、「空信」張忠信；政商名流立委余天、高雄縣議長許福森、前立委蔡豪、曾蔡美佐、李全教、台東縣前縣長吳俊立及高雄市議員張省吾、許崑源、吳益政；藝人澎恰恰、楊烈、安迪、徐亨等人前往現場參與哀悼。

## 軼聞
香港導演李志毅，以及知名演員金城武主演的電影《不夜城》，劇中的黑道大哥出生於台日混血，遊走在東京新宿的日本、台灣、中國三方黑幫的背景故事，便是參考楊雙伍的故事為藍本改編。
楊雙伍因高凌風槍擊案而震驚社會，被視為台灣第一起槍擊藝人的犯罪案件而廣為人知。楊雙伍曾接受媒體採訪表示，早年與高凌風並不熟識，而是因1982年間高凌風因與竹聯幫在「寶馬歌廳」拒唱風波遭到追殺，便南下尋求縱貫線老大「黑松」蔡永常的庇護，並由黑松邀請楊雙伍、「耀國仔」陳耀國、「軍火大亨」許金德、「小林仔」林明義、「猴山仔」吳松義等中南部知名頂尖殺手北上與竹聯幫談判，參加了當時可能爆發的一場黑道南北戰爭，因而結識高凌風，並提供白朗寧手槍的子彈給予高凌風防身。楊雙伍與蔡永常於1970年代共同在高雄市發展時結識，並成為結拜兄弟。
1983年間因高凌風秀場檔期問題，決定趁高凌風南下至「藍寶石歌廳」演出時與手下攜帶槍械埋伏於案發現場，並趁高凌風與張菲演出結束步行回飯店時，對其射擊兩槍並射中大腿。楊雙伍曾表示「當時只是要給他教訓，要殺他並不困難，但目的並不是要殺他。」等語，而同在案發現場的張菲不顧自身安危攙扶中槍的高凌風逃離現場，亦使得楊雙伍印象深刻。
楊雙伍潛逃日本期間，欲入股四海幫幫主劉偉民開設的麻將館遭到拒絕而結怨，並因友人在劉偉民的賭場賭輸百萬元日幣，楊雙伍夥同在日本的台籍黑幫份子林群超、蕭清海以及山口組成員島田俊正、村田、谷口等人，前往同是潛逃日本的華山幫老大林重南住處與劉偉民展開談判。談判期間雙方發生口角，劉偉民欲先發制人持手槍向楊雙伍擊發，卻因卡彈遭到楊雙伍開槍回擊三發，並擊中心臟及大動脈導致失血過多死亡。此件槍擊兇殺事件震撼日本當地，也間接影響當時台灣幫派在歌舞伎町的勢力，遭到日本警方針對台灣幫派進行掃蕩逐漸瓦解。
楊雙伍在服刑期間響應剛開始崛起的天道盟，並在獄中與各地角頭創組「聯正會」的幫派組織，其成員出獄後便以聯正會名號從事犯罪活動。1997年間楊雙伍配合政府幫派解散政策，宣佈解散聯正會並退出幫派，並宣稱現今以聯正會名號活動的幫派份子與他無關。1994年間楊雙伍在台北看守所入獄服刑期間，與同是服刑中的「穿山甲」詹龍欄結怨，並透過關係取得開山刀於獄中將詹龍欄砍傷，因而使得詹龍欄心生畏懼進而策劃逃獄。
楊雙伍有一位出獄後所認的乾女兒，姓伍，本名不詳，只知楊某為其取日文名「Kimi」（きみ，漢字為「君」），字面上來看名字中應該有個「君」字。據了解，楊某對她疼愛有加。